# Diplacusis
Diplacusis – termin audiologiczny określający charakterystyczną różnicę w odbiorze wysokości tonu w obu uszach. Zjawisko to występuje u około 50% osób ze stwierdzoną chorobą Ménière’a.